# アスアイ県

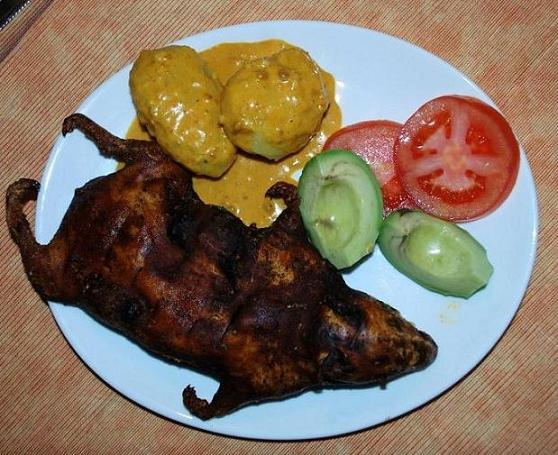
Cuy asado

アスアイ県（アスアイけん、Provincia de Azuay）は、1824年6月25日に設立されたエクアドルの県。面積は7,998平方キロメートル (3,088 sq mi)。県都はクエンカ。アスアイ県はエクアドルの南部中央の高地に位置する。県の山は海抜4,500 m (14,800 ft)にあり、エル・カハス国立公園内にある。
アスアイ県には、パンアメリカンハイウェイが設置される。クエンカには、キトやグアヤキルから国内線で結ばれている。パウテ川の上流にあり、国内最大の水力発電が存在する。

## 隣接する県
- カニャール県
- モロナ・サンティアゴ県
- サモラ・チンチペ県
- ロハ県
- エル・オロ県
- グアヤス県

## カントン
県は、15のカントン（郡）に分かれる。下記の表には、2001年国勢調査時点での各郡の人口と平方メートル (km2)での面積、郡都を表記する。
| 郡                           | 人口 (2001) | 面積 (km2) | 郡都                         |
| ---------------------------- | ----------- | ---------- | ---------------------------- |
| カミーロ・ポンセ・エンリケス |             |            | カミーロ・ポンセ・エンリケス |
| チョルデレグ                 | 10,859      | 105        | チョルデレグ                 |
| クエンカ                     | 417,632     | 3,086      | クエンカ                     |
| エル・パン                   | 3,075       | 132        | エル・パン                   |
| ヒロン                       | 12,583      | 347        | ヒロン                       |
| グアチャパラ                 | 3,125       | 41         | グアチャパラ                 |
| グアラセオ                   | 38,587      | 347        | グアラセオ                   |
| ナボン                       | 15,121      | 636        | ナボン                       |
| オーニャ                     | 3,231       | 295        | オーニャ                     |
| パウテ                       | 23,106      | 267        | パウテ                       |
| プカラ                       | 20,382      | 848        | プカラ                       |
| サン・フェルナンド           | 3,961       | 142        | サン・フェルナンド           |
| サンタ・イサベル             | 18,015      | 781        | サンタ・イサベル             |
| セビル・デ・オロ             | 5,234       | 314        | セビル・デ・オロ             |
| シグシグ                     | 24,635      | 657        | シグシグ                     |